# 유다인 (배우)
유다인(본명: 마영선, 1984년 2월 9일 ~ )은 대한민국의 배우이다. 2005년 드라마 《건빵선생과 별사탕》에 출연하며 연기 활동을 시작했고, 2011년 독립영화 《혜화,동》에 출연해 한국영화평론가협회상 신인여우상을 수상했다.

## 학력
- 서일대학교 예체능계열 연극학과

## 출연 작품

### 드라마
| 연도 | 제목                                    | 역할   | 방송사 | 비고     |
| ---- | --------------------------------------- | ------ | ------ | -------- |
| 2005 | 건빵선생과 별사탕                       | 유다인 | SBS    |          |
| 2005 | 사랑은 기적이 필요해                    | 장경희 | SBS    |          |
| 2007 | 드라마시티 - 이웃의 한 젊은이를 위하여  | 최수경 | KBS2   |          |
| 2009 | 청춘예찬                                | 이순영 | KBS1   |          |
| 2010 | 전우                                    | 정숙   | KBS1   | 특별출연 |
| 2011 | 드라마 스페셜 - 기쁜 우리 젊은 날       | 강순남 | KBS2   |          |
| 2012 | 드라마 스페셜 연작 시리즈 - 보통의 연애 | 김윤혜 | KBS2   |          |
| 2012 | 맛있는 인생                             | 장주현 | SBS    |          |
| 2014 | 야경꾼 일지                             | 연하   | MBC    | 특별출연 |
| 2014 | 아홉수 소년                             | 주다인 | tvN    |          |
| 2016 | 한 번 더 해피엔딩                       | 백다정 | MBC    |          |
| 2016 | 닥터스                                  | 조인주 | SBS    |          |
| 2016 | 역도요정 김복주                         | 고아영 | MBC    |          |
| 2018 | 스케치                                  | 민지수 | JTBC   | 특별출연 |
| 2020 | 드라마 스테이지￼￼ - 이의 있습니다       | 안해선 | tvN    |          |
| 2020 | 출사표                                  | 윤희수 | KBS2   |          |

### 영화
- 2005년 영화 《야수와 미녀》 ... 미술관 안내원 역
- 2006년 영화 《신데렐라》 ... 수경 역
- 2007년 영화 《Her...그 녀석의 그녀》 ,,, 그녀 역
- 2008년 영화 《그 남자의 책 198쪽》 ... 담 소녀 역
- 2010년 영화 《용서는 없다》 ... 이수진 역
- 2011년 영화 《혜화,동》 ... 혜화 역
- 2011년 영화 《의뢰인》 ... 서정아 역
- 2012년 영화 《시체가 돌아왔다》 ... 장하연 역
- 2012년 영화 《천국의 아이들》 ... 유진 역
- 2012년 영화 《강철대오: 구국의 철가방》 ... 서예린 역
- 2013년 영화 《용의자》 ... 최경희 역
- 2016년 영화 《올레》 ... 나래 역
- 2019년 영화 《속물들》 ... 선우정 역
- 2019년 영화 《미망인》 ... 희진 역
- 2021년 영화 《나는 나를 해고하지 않는다》 ... 정은 역
- 2022년 영화 《낮과 달》 ... 민희 역
- 2023년 영화 《튤립 모양》 ... 아리타 유키코 / 가와키타 유코 역
- 2023년 영화 《폭로》 ... 윤아 역
- 2025년 영화 《브로큰》 ... 문영 역

### 뮤직 비디오
- 2007년 박상민 - 울지마요 (Don`t cry)
- 2007년 윤건 - 사랑으로 빚진 날들
- 2007년 니모 - 독설…이 지독한 사랑
- 2008년 KCM - Only You
- 2014년 바비킴 - 사과 (Feat. 김영근 Bobby`s Father)
- 2016년 온더로드 - 방을 정리하다

## 광고
- 2005년 크라운제과 그린 쿠크다스
- 2005년 크라운제과 그린하임
- 2005년 KT Life is wonderfull
- 2005년 야후! 멀티미디어 '야미 어워드’ 행사 지면광고
- 2006년 한국수력원자력 공익광고 맑은 하늘 이야기
- 2006년 대한생명
- 2006년 롯데제과 아이스크림‘와’
- 2006년 다음 커뮤니케이션‘어디까지 알고 싶니’
- 2007년 피자헛 리치골드
- 2007년 삼성 기업 광고 '고맙습니다'
- 2008년 롯데칠성음료 레쓰비 '행운을 빌어요- 레쓰비 포에버'
- 2008년 SK 쇼핑몰 '11번가'
- 2008년 웅진코웨이 웅진페이프리(payfree) 사랑을 돌려드립니다
- 2012년 신한생명
- 2014년 쉐보레 2014 크루즈, CRUZE IS REAL

## 기타
- 2006년 SBS《일요일이 좋다 - 동방신기의 반전극장》 내 생에 가장 잊지 못할 그녀 편 다인 역
- 2011년 채널A《너는 내 운명》J의 첫사랑 편 내레이션
- 2012년 티캐스트 스크린 퍼스트 클래스 영화 해설
- 2012년 배리어 프리 영화 《마이 백 페이지》 쿠라타 마코 역 더빙
- 2012년 배리어 프리 영화 《그대를 사랑합니다》 화면 해설

## 경력사항
- 2010년 계룡 국제밀리터리영화제 홍보대사

## 수상 및 후보
| 연도 | 시상식                          | 부문                        | 작품        | 결과 | 출처 |
| ---- | ------------------------------- | --------------------------- | ----------- | ---- | ---- |
| 2008 | 제2회 Mnet 20's Choice          | Hot CF 스타상               | 빈칸        | 후보 |      |
| 2010 | 제36회 서울독립영화제           | 배우부문 독립스타상         | 혜화,동     | 수상 |      |
| 2011 | 제20회 부일영화상               | 신인 여자연기상             | 혜화,동     | 후보 |      |
| 2011 | 제48회 대종상                   | 신인여우상                  | 혜화,동     | 후보 |      |
| 2011 | 제31회 한국영화평론가협회상     | 신인여우상                  | 혜화,동     | 수상 |      |
| 2011 | 제32회 청룡영화상               | 신인여우상                  | 혜화,동     | 후보 |      |
| 2011 | 씨네21 영화상                   | 올해의 여자신인배우         | 혜화,동     | 수상 |      |
| 2012 | 제13회 프랑스 뚜르 아시안영화제 | 여우주연상                  | 혜화,동     | 수상 |      |
| 2012 | KBS 연기대상                    | 여자 연작·단막극상 연작부문 | 보통의 연애 | 수상 |      |
| 2014 | 제9회 맥스무비 최고의 영화상    | 최고의 여자조연배우상       | 용의자      | 후보 |      |